# Carla Pérez de Albéniz
Carla Pérez de Albéniz Ecenarro (Zaragoza) es una productora española de cine y televisión. En 2016 fue nominada al Premio Goya a la mejor dirección de producción por El desconocido, y en 2020 lo ganó en esta categoría por Mientras dure la guerra.

## Trayectoria
Nació en Zaragoza, donde comenzó profesionalmente en una agencia de publicidad, desde donde dio el salto a la coordinación de producción cinematográfica, trabajando en sus inicios en A los que aman, de Isabel Coixet, y durante más de diez años en Filmax. Tras vivir durante varios años en Barcelona, terminó instalándose en Madrid al asumir la dirección de la producción original de cine y series en Movistar Plus+.
En cine, ha intervenido en la producción de largometrajes dirigidos por cineastas como Jaume Balagueró (Darkness, Frágiles y Mientras duermes), Laura Mañá (Morir en San Hilario), Dani de la Torre (El desconocido), Paco Plaza (Verónica) y  Alejandro Amenábar (Mientras dure la guerra).
En televisión, ha participado en la producción de series como Lo que escondían sus ojos, El día de mañana, La Fortuna y La unidad.
En agosto de 2022 crea, junto con Pablo Isla y María Jesús Román Gallardo (abogada especializada en la industria audiovisual), la productora Fonte Films, que nace con la idea de desarrollar proyectos de gran calidad técnica y que busca convertirse en una incubadora de nuevos talentos nacionales e internacionales.

## Premios y reconocimientos
Premios Goya
| Año  | Categoría                     | Trabajo                 | Resultado |
| ---- | ----------------------------- | ----------------------- | --------- |
| 2016 | Mejor dirección de producción | El desconocido          | Nominada  |
| 2020 | Mejor dirección de producción | Mientras dure la guerra | Ganadora  |

Premios Simón
| Año  | Categoría                     | Trabajo                 | Resultado |
| ---- | ----------------------------- | ----------------------- | --------- |
| 2020 | Mejor dirección de producción | Mientras dure la guerra | Ganadora  |

Premios Gaudí
| Año  | Categoría                     | Trabajo          | Resultado |
| ---- | ----------------------------- | ---------------- | --------- |
| 2012 | Mejor dirección de producción | Mientras duermes | Nominada  |